# Lastrea spinulosa
Lastrea spinulosa là một loài thực vật có mạch trong họ Thelypteridaceae. Loài này được (Retz.) Bedd. mô tả khoa học đầu tiên năm 1870.